# Allodesmus
Allodesmus — вимерлий рід ластоногих від середнього до пізнього міоцену Каліфорнії та Японії.
Довжина Allodesmus становила ≈ 2.4 м, а вага — 360 кг. Allodesmus мав специфічні анатомічні особливості, які є у сучасних ластоногих: статевий диморфізм, сильні ікла для бійок биків і зуби з чітко вираженими зонами росту, результат періодичного голодування (для захисту свого гарему самці не заходили в море годуватися в період розмноження).